# Záynab bint Juzayma
Záynab bint Juzayma (595-626) (en árabe زينب بنت خزيمة) fue la quinta esposa del profeta Mahoma. Se ganó el título de Madre de los Creyentes, por su matrimonio con Mahoma, y el de Madre de los Pobres o Umm al-Makasin, por su gran caridad.
Como resultado de su temprana muerte, se sabe menos acerca de ella que de cualquiera de las otras esposas de Mahoma.

## Biografía
Era una mujer muy hermosa y era conocida por su compasión y piedad con los pobres.
Záynab se casó en primeras nupcias con Tufail ibn Harith, que o bien se divorció de ella o murió poco después. Más tarde, Záynab se casó con el hermano de su primer marido, Ubaydah ibn al-Harith, que falleció a causa de las heridas recibidas en la batalla de Badr.

### Matrimonio con Mahoma
Al año siguiente, poco después del matrimonio con Hafsa bint Umar, Mahoma se acercó a ella con una dote de 400 dinares y 12 onzas de oro, y se ofreció para casarse con ella.
Se decía que el matrimonio, que tuvo lugar durante el mes de Ramadán, estaba destinado a asegurar a sus seguidores que su muerte en la batalla no significaría que sus familias morirían de hambre por haber sido desatendidas. Fue la primera de las esposas de Mahoma que no perteneció al clan de los Banu Quraish.
Un día, un hombre pobre se dirigió a casa de Záynab a pedir un poco de harina y ella le dio toda la que le quedaba, y esa noche se quedó sin comer. Mahoma se sintió conmovido por su compasión y dijo al resto de sus esposas: "Si tenéis fe en Alá, él dará para vuestro sustento, como lo hace para las aves, que salen con hambre de su nido por la mañana, pero volverán llenas por la noche".

### Muerte
Záynab murió menos de dos años después de su matrimonio. Fue enterrada en el cementerio de Yánnat al-Baqi, y llevada a su tumba por el propio Mahoma.
Después de su muerte, su hogar en el círculo de Mahoma, permaneció vacío durante un período notable de tiempo, antes de que la sexta esposa de Mahoma Umm Salama, se mudara, y ella señaló: "Se casó conmigo y me trajo a la cámara de Záynab bint Juzayma, La Madre de los Pobres".